# Morir (pel·lícula)
Morir és una pel·lícula dramàtica espanyola del 2017 dirigida per Fernando Franco García, la seva segona pel·lícula després de La herida, amb guió coescrit amb Coral Cruz inspirat en la novel·la homònima d'Arthur Schnitzler. Es tracta d'una pel·lícula amb poques paraules, on els actors es comuniquen amb la mirada, en una història petita que va a l'universal des d'un número reduït d'actors.

## Sinopsi
Luis i Marta són una parella feliç que de cop i volta en unes vacances veu paralitzada la seva vida per la irrupció d'un càncer incurable i terminal diagnosticat a Luis que els provoca culpa, mentides, por i dolor, posant a proba la seva estabilitat i el seu amor, posant èmfasi en el patiment del curador (en aquest cas Marta).

## Repartiment
- Marian Álvarez...	Marta
- Andrés Gertrúdix...	Luis
- César Sarachu	...	Doctor Arenas
- Eduardo Rejón	...	Álex
- Pablo Gómez-Pando ...	Carlos
- Francesco Carril...	Enrico
- Mikele Urroz	...	Infermera
- Itziar Ituño	...	Infermera Reanimació

## Nominacions i premis
Premis Goya
| Any  | Categoria                 | Nominats         | Resultat |
| ---- | ------------------------- | ---------------- | -------- |
| 2017 | Millor actor protagonista | Andrés Gertrúdix | Nominat  |

Premis Feroz
| Any  | Categoria                  | Nominat/s        | Resultat |
| ---- | -------------------------- | ---------------- | -------- |
| 2017 | Millor actor protagonista  | Andrés Gertrúdix | Nominat  |
| 2017 | Millor actriu protagonista | Marian Álvarez   | Nominada |

Premis Cinematogràfics José María Forqué
| Any  | Categoria                | Nominat/s        | Resultat |
| ---- | ------------------------ | ---------------- | -------- |
| 2017 | Premi al Millor actor    | Andrés Gertrúdix | Nominat  |
| 2017 | Premi a la Millor actriu | Marian Álvarez   | Nominada |

Medalles del Cercle d'Escriptors Cinematogràfics
| Any  | Categoria     | Nominat/s        | Resultat |
| ---- | ------------- | ---------------- | -------- |
| 2017 | Millor actor  | Andrés Gertrúdix | Nominat  |
| 2017 | Millor actriu | Marian Álvarez   | Nominada |